# Pierogi ruskie
Pierogi ruskie (także: pierogi z ruskim nadzieniem) – popularny  w Polsce i na Rusi rodzaj pierogów, których nazwa wywodzi się od Rusi Czerwonej (Galicja Wschodnia). Na Ukrainie pierogi te bywają zwane „polskimi”. 
Ciasto przygotowuje się z mąki, wody i soli (czasem także jaj), a farsz z masy twarogowo-ziemniaczanej z dodatkiem soli, pieprzu i podsmażonej cebuli. Ciasto rozwałkowuje się do grubości około 2 mm, farsz oblepia się ciastem i gotuje w wodzie. Potrawę podaje się ze skwarkami, smażoną cebulą lub śmietaną. We Lwowie popularne było podawanie pierogów ruskich posypanych kminkiem. Niektórzy smakosze szczególnie cenią pierogi ruskie gotowane, a następnie odsmażane.
Dawniej ser dodawano tylko w zamożniejszych rodzinach – w biedniejszych w skład farszu wchodziły tylko ziemniaki i smalec.
Jeszcze na początku XX wieku „pierogami ruskimi” nazywano kulebiaki, knysze i inne pieczone pi(e)rogi. Po rosyjskiej inwazji na Ukrainę w 2022 roku wiele polskich lokali gastronomicznych i sklepów – z powodu błędnych skojarzeń z Rosją – zamiast „pierogi ruskie” zaczęło używać nazwy „pierogi ukraińskie” lub po prostu „pierogi z ziemniakami i serem”.

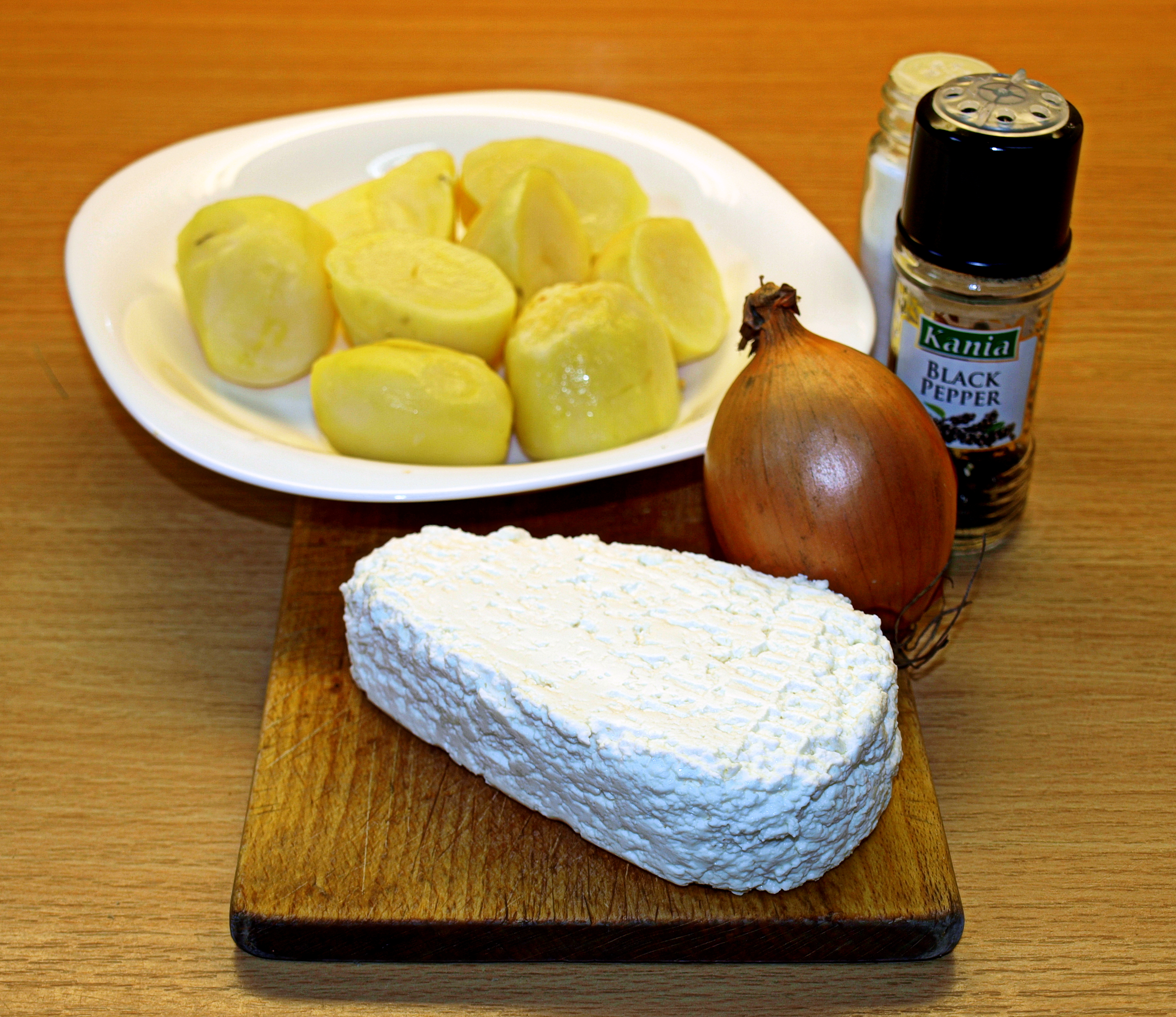
Składniki farszu
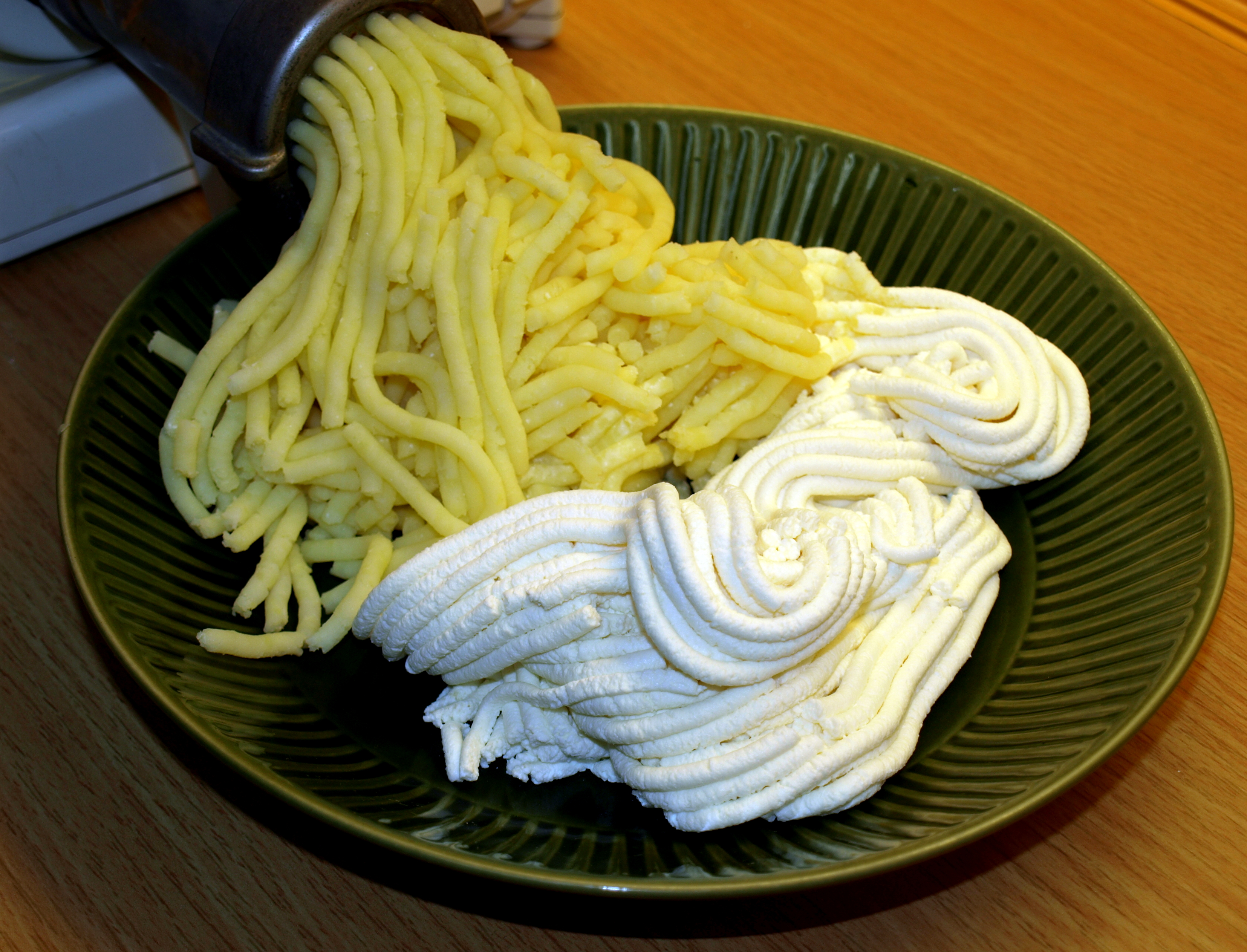
Mielenie twarogu i gotowanych ziemniaków
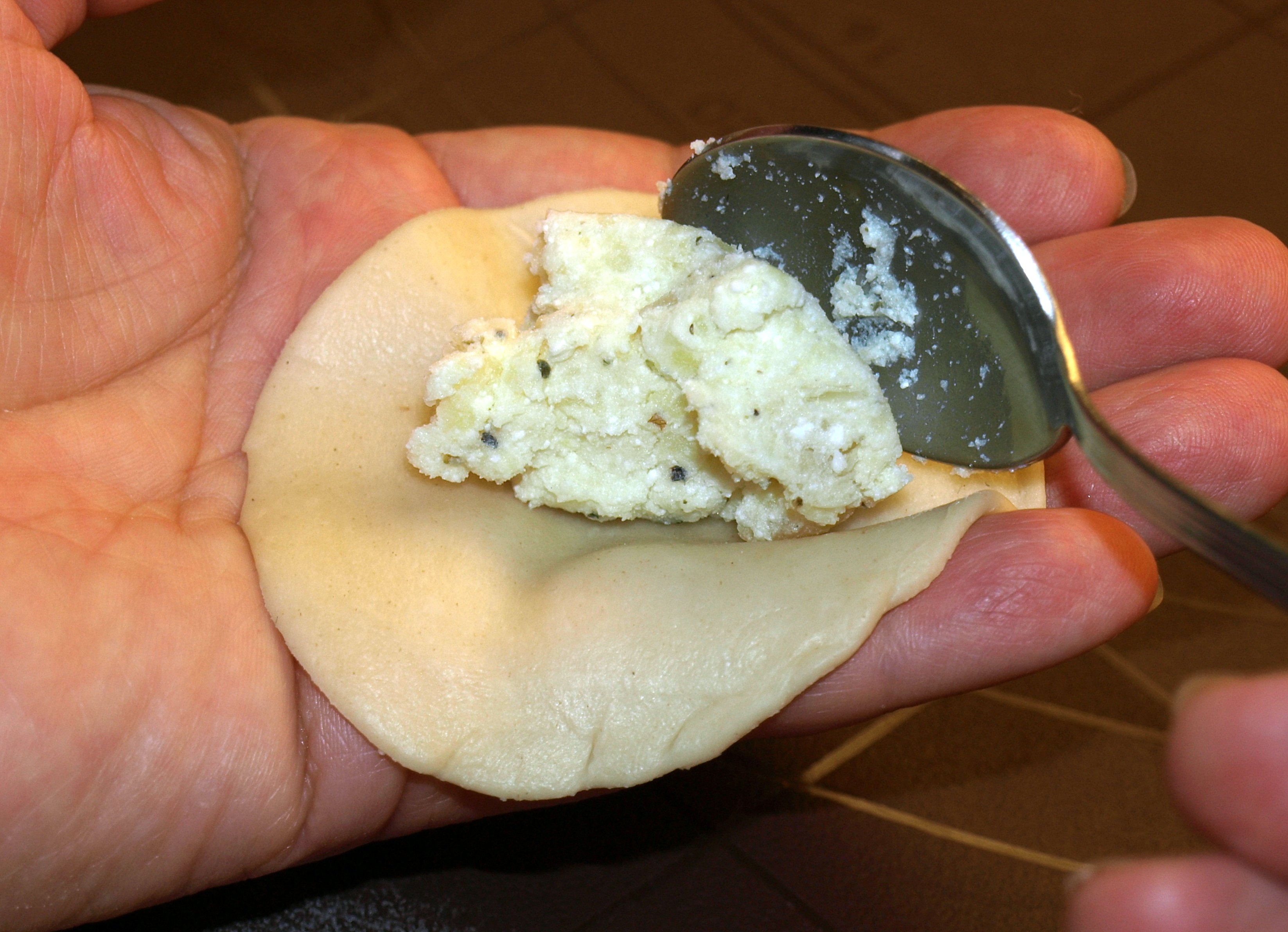
Nakładanie farszu na ciasto
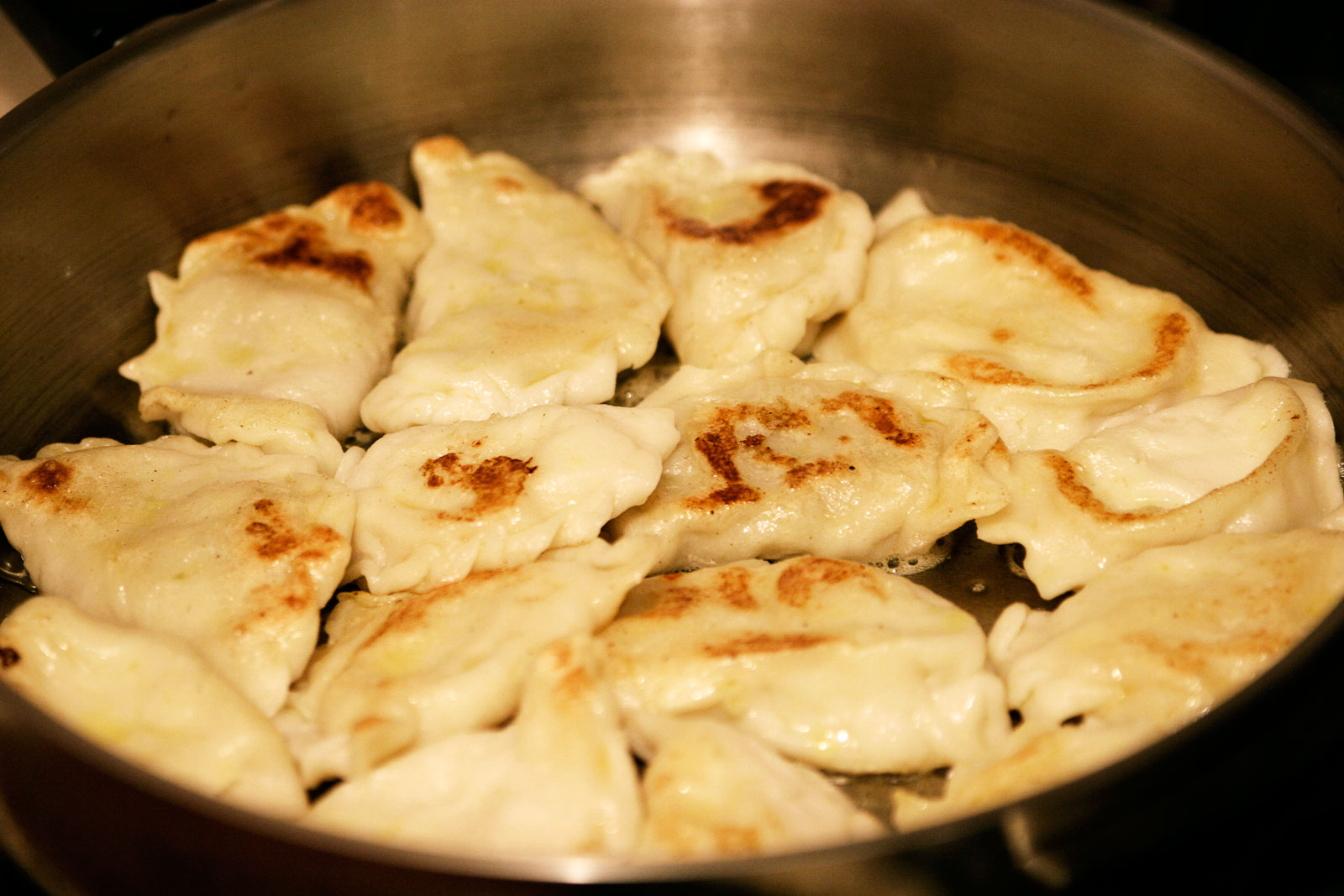
Pierogi ruskie odsmażane (po ugotowaniu) na patelni